# Slag om Ambon

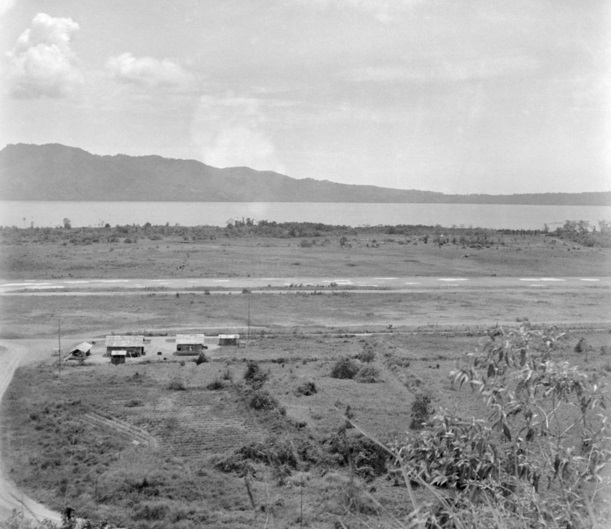
Laha vliegbasis op Ambon (15 december 1945). Op deze locatie richtten de Japanners in februari 1942 een slachting aan. De vliegbasis was in februari 1942 de locatie van het Australian 2/21st Battalion en andere Gull Force eenheden, die zich op 3 februari 1942 moesten overgeven aan de Japanners. Op de achtergrond is de bay van Ambon te zien. In 1945 werd de vliegbasis het hoofdkwartier van de Australian 33rd Brigade.

De Slag om Ambon vond plaats op het eiland Ambon in het toenmalige Nederlands-Indië.
De gevechten duurden van 30 januari 1942 tot 3 februari 1942 tijdens de
Tweede Wereldoorlog.
Gedurende 1941 beschouwden de westerse geallieerden de mogelijkheden en implicaties van een oorlog met Japan. Ambon werd gezien als een strategische locatie omdat van daaruit luchtaanvallen op Australië mogelijk waren.
Bij het uitbreken van de oorlog op 8 december bestond het Nederlandse garnizoen uit 2800 man koloniale troepen (KNIL) onder bevel van luitenant-kolonel Joseph Kapitz met Nederlandse officieren.
Het garnizoen was slecht uitgerust en bewapend, gedeeltelijk als gevolg van de bezetting van Nederland door nazi-Duitsland.
De geallieerden hadden weinig vliegtuigen. De Nederlandse toestellen waren grotendeels toegewezen aan de verdediging van het Britse Singapore. Nederland had hierdoor slechts twee gevechtsvliegtuigen op Ambon.
Midden december kwam twee squadrons lichte Lockheed Hudson bommenwerpers van de Royal Australian Air Force (RAAF) op Ambon aan. Deze werden versterkt met een allegaartje van vliegtuigen van de Amerikaanse marine en de Nederlandse Koninklijke Marine.
Het 1100 man sterke Australische Gull Force onder bevel van Lt Col L. N. Roach kwam op 17 december op Ambon aan.
Deze strijdmacht bestond uit het 2/21st infanteriebataljon met wat divisie (landmacht)-artillerie en ondersteunende eenheden.
Kapitz werd als geallieerd commandant aangesteld.
Roach had het eiland al eerder bezocht en geëist dat er meer artillerie en machinegeweren uit Australië gezonden werden.
Op 6 januari, na de val van noordelijker gelegen Britse en Nederlandse bezittingen, werd Ambon door Japanse vliegtuigen aangevallen. Roach klaagde dat hij geen antwoord had gekregen op zijn verzoeken om meer wapens en werd als reactie hierop op 14 januari vervangen door luitenant-kolonel John Scott. Deze officier had zich in de Eerste Wereldoorlog bij Gallipoli onderscheiden.
De beide Nederlandse vliegtuigen werden op 15 januari neergeschoten. Op 19 januari volgden Japanse bombardementen op Ambon, Celebes en Sumatra.
Geallieerde vliegtuigen ondernamen zonder succes een aanval op de naderende Japanse vloot. Deze vloot bestond uit twee vliegdekschepen en 5300 man infanterie. Dit waren 800 mariniers van de 1e 'Kure' landingsdivisie, en verder soldaten van het 228e infanterieregiment. Deze bereikten Ambon op 30 januari 1942. De geallieerde vliegtuigen werden die dag teruggetrokken.
In de veronderstelling dat het terrein aan de zuidzijde van het eiland te wild en ontoegankelijk was voor een landing, waren de geallieerde troepen in het noorden geconcentreerd. De baai van Ambon was met een mijnenveld deels geblokkeerd. De troepen waren gecentreerd rondom de baai, bij Paso, de stad Ambon en het schiereiland Laitimor. Een in beton opgestelde artillerie-eenheid bestreek de baai van Ambon.
De Japanners landen echter op 30 januari juist in het zuiden van het eiland, bij Hitu-Iama en het zuidelijke deel van het schiereiland Laitimor en bij Hutumori.
Hoewel zij numeriek niet veel sterker waren dan de geallieerden, beschikten de Japanners over een groot overwicht in luchtsteun, marineondersteuning (scheepsgeschut), tanks en veldartillerie.
Bij Hitu-Iama werd de aanwezige verdediging snel overrompeld. Gebruik makend van gevanggenomen inheemse gidsen, exploiteerden de Japanners een gat in de geallieerde linies.
Batugong viel op 31 januari. Kapitz verloor de communicatie met zijn eenheden. Hij verplaatste het hoofdkwartier naar Halong. Een Ambonese compagnie onder KNIL kapitein E.P. Bouman kreeg opdracht om met de dreiging vanuit Kudamati in het oosten af te rekenen. Door de weggevallen communicatie was dit de laatste gecoördineerde actie van de Nederlanders.
De Nederlandse koloniale troepen gaven zich op 1 februari over. De 1100 Australiërs hielden stand tot 3 februari, hoewel de toestand op 2 februari reeds hopeloos was doordat Japans scheepsgeschut alle wegen langs de baai bestreek.
Hoewel de Australische troepen tijdens de gevechten zelf slechts 15 man verloren, werden 300 Nederlandse en Australische gevangenen op het vliegveld Laha geëxecuteerd.
Met ingang van 19 februari begonnen de Japanners vanaf Ambon luchtaanvallen op Darwin in Australië uit te voeren.
In oktober 1942 werden 263 Australische en 267 Nederlandse krijgsgevangenen naar het eiland Hainan getransporteerd.